# John Colson
Johnathan »John« Colson, angleški matematik, * 1680, † 1760.

## Življenje in delo
Colson v zgodovini matematike ni tako znan. Od leta 1739 do smrti je bil peti Lucasov profesor matematike na Univerzi v Cambridgeu, 12 let po Newtonovi smrti, ter nasledil  Nicholasa Saundersona.
Študiral je na kolidžu Christ Church Univerze v Oxfordu, vendar ni diplomiral. Večino svojega življenja je poučeval, najbolj pa je pomemben po svojem prevajalskem delu. Menda so na cambriški univerzi pričakovali več od njega. Leta 1713 so ga izvolili v Kraljevo družbo iz Londona.
Colson je leta 1736 v angleščini izdal Newtonovo delo De Methodis Serierum et Fluxionum.